# Navio de assalto anfíbio

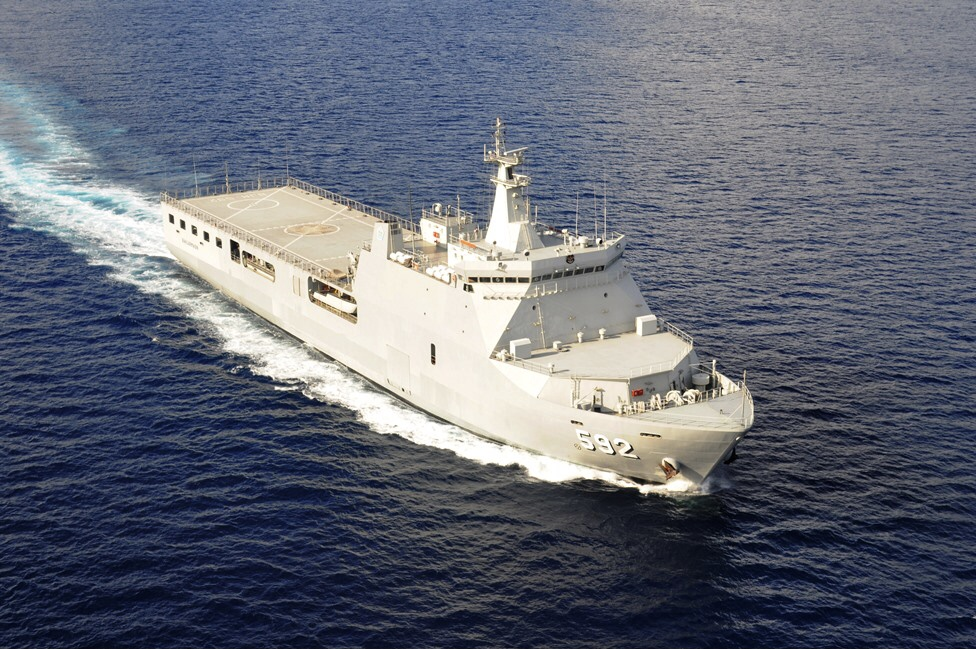
O KRI Banjarmasin, da forças armadas da Indonésia.

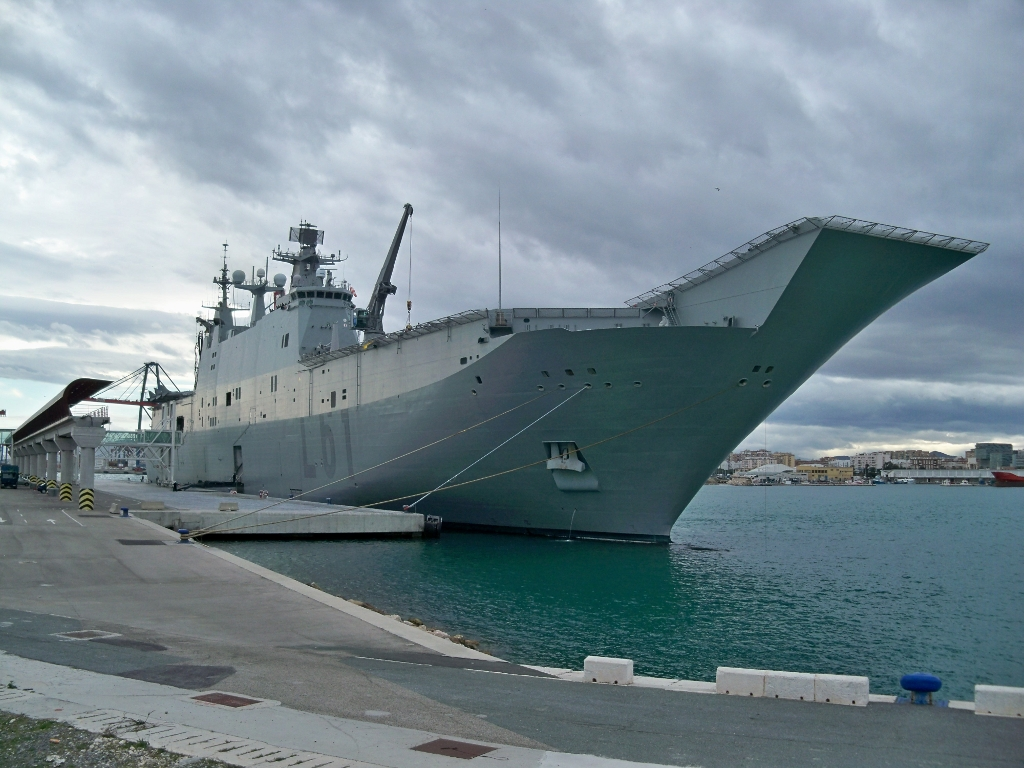
O Juan Carlos I, da armada Espanhola.

Navio de assalto anfíbio é uma classe de navios de combate empregada no desembarque e apoio a forças terrestres por meio de um assalto anfíbio ao território inimigo. A Marinha dos Estados Unidos opera a maior frota deste tipo. 

## Tipos de Navios de assalto anfíbio
De acordo com a classificação da Marinha dos EUA.
- LHA: Landing Helicopter Assault - Além de transportarem hovercrafts, embarcações de desembarque e veículos anfíbios, possuem um grande convés de voo o que aumenta a área do navio e o faz parecer com um porta-aviões, mas com o objetivo primário de abrigar helicópteros de transporte e apoio de fogo para forças em terra, mas pode operar também um pequeno número de aeronaves de pouso e decolagem vertical (V/STOL), como o AV-8B Harrier II e futuramente o F-35. São exemplos deste tipo a classe Tarawa, da década de 1970.
- LHD: Landing Helicopter Dock - Mais recentes e maiores que os da Classe Tarawa, são exemplos deste tipo os navios da classe Wasp que entraram em serviço a partir de 1989.
- LPH: Landing Platform Helicopter -
- LPD: Landing Platform Dock -
- LSD: Landing Ship Dock -
- LSL: Landing Ship Logistics -
- LSM: Landing Ship Medium -
- LST: Landing Ship Tank -
- LCC: Landing Craft Command -
- LCM: Landing Craft Mechanized -
- LCT: Landing Craft Tank -
- LCU: Landing Craft Utility -
- LCVP: Landing Craft Vehicle Personnel -
- LCA: Landing Craft Assault -
- AGF: Auxiliary command ship -